# Archias (Oikist)
Archias (altgriechisch Ἀρχίας Archías), Sohn des Euagetes, war nach antiker Geschichtsschreibung der aus Korinth stammende Gründer (Oikistes) von Syrakus.
Archias galt als Nachfahre des Herakles, war also Heraklide. Im Jahr 733 v. Chr. gründete er nach Befragung des delphischen Orakels auf Sizilien die Stadt Syrakus. Grund war eine zu leistende Sühne für den Tod des Akteion, Sohn des Melissos, dem Archias nachgestellt hatte. Als er mit seiner Werbung keinen Erfolg erzielte, versuchte er, Akteion zu entführen. Im dadurch ausgelösten Handgemenge kam Akteion ums Leben. Angeklagt durch Melissos und erhört durch Poseidon, kam die Pest über die Stadt und konnte nach dem Orakelspruch nur durch das Exil des Archias beendet werden. Archias verließ Korinth, gründete nach langer Seefahrt Syrakus und wurde Vater zweier Töchter, Ortygia und Syrakusa, bevor ihn ein gewisser Telephos, dem er seit langem in Liebe verbunden war, ermordete.